# Ralf G. Päsler
Ralf G. Päsler (* 22. Juli 1961 in Wilhelmshaven) ist ein deutscher germanistischer Mediävist.

## Leben
Nach dem Studium (1985–1992) der Fächer Germanistik und Geographie an der Universität Oldenburg war er von 1993 bis 1994 und 1996 wissenschaftlicher Angestellter an der Universität Oldenburg im Projekt Handschriften der Staats und Universitätsbibliothek Königsberg. Nach Abschluss des Promotionsverfahrens 2000 an der Universität Oldenburg war er von 2001 bis 2005 wissenschaftlicher Angestellter am Germanistischen Seminar der Universität Heidelberg und Leiter der Forschungsstelle Repertorium der deutschsprachigen geistlichen Literatur im östlichen Europa. Nach der Habilitation 2010 am FB 09 – Germanistik und Kunstwissenschaften der Philipps-Universität Marburg (Venia legendi für Deutsche Philologie) ist er dort seit April 2011 Akademischer Rat am Institut für Deutsche Philologie des Mittelalters und seit 2018 außerplanmäßiger Professor.
Seine Forschungsschwerpunkte sind deutschsprachige Literatur des Mittelalters im östlichen Europa (insb. Preußenland), regionale und institutionelle Literaturgeschichte(n) (Preußenland, Literatur im Hanseraum, Deutscher Orden), Sachliteratur (Schwerpunkt Geographie und Rechtsliteratur), Überlieferungsgeschichte der deutschen Literatur des Mittelalters, Bibliotheksgeschichte; Handschriftenkatalogisierung und Mittelalterrezeption (spez. Ludwig Tieck).